# 红额噪鹛
红额噪鹛（学名：Garrulax rufifrons），是画眉科噪鹛属的一种，为印度尼西亚的特有种。该物种的保护状况被评为極危。
红额噪鹛的栖息地为亚热带或热带的湿润山地林。